# が〜まるちょば、しゃべる!
『が〜まるちょば、しゃべる!』は2014年3月31日から2015年2月23日まで、TBSラジオで原則としてプロ野球中継がない週の月曜21時から21時20分に生放送されたトーク番組である。
同番組は、パントマイムユニットで、普段はしゃべることがなかったが〜まるちょばがメインパーソナリティーを務め、ラジオなのでということで、彼らがこれまで巡業した世界各国についての様々な思いや国の文化・風土などを語り合ったものだった。